# Stadionul Poljud
Stadionul Poljud este un stadion multifuncțional din orașul croat Split. Denumirea originală a stadionului este "Gradski stadion u Poljudu" și el este stadionul de casă al clubului de fotbal Hajduk Split. Capacitatea stadionului e de 35 000 de locuri. A găzduit Campionatele Europene de Atletism din 1990.

## Meciuri internaționale
| Data                   | Competiția               | Oponent                | Scor                   | Spectatori             | Ref                    |
| Croația (1990–prezent) | Croația (1990–prezent)   | Croația (1990–prezent) | Croația (1990–prezent) | Croația (1990–prezent) | Croația (1990–prezent) |
| ---------------------- | ------------------------ | ---------------------- | ---------------------- | ---------------------- | ---------------------- |
| 8 octombrie 1995       | Preliminariile Euro 1996 | Italia                 | 1–1                    | 35 000                 |                        |
| 29 martie 1997         | Preliminariile FIFA 1998 | Danemarca              | 1–1                    | 35 000                 |                        |
| 2 aprilie 1997         | Preliminariile FIFA 1998 | Slovenia               | 3–3                    | 20 000                 |                        |
| 10 februarie 1999      | Meci amical              | Danemarca              | 0–1                    | 7 000                  |                        |
| 23 februarie 2000      | Meci amical              | Spania                 | 0–0                    | 10 000                 |                        |
| 12 februarie 2003      | Meci amical              | Polonia                | 0–0                    | 1 000                  |                        |
| 18 februarie 2004      | Meci amical              | Germania               | 1–2                    | 9 212                  |                        |
| 17 august 2005         | Meci amical              | Brazilia               | 1–1                    | 27 256                 |                        |
| 6 februarie 2008       | Meci amical              | Țările de Jos          | 0–3                    | 30 000                 |                        |
| 4 iunie 2011           | Preliminariile Euro 2012 | Georgia                | 2–1                    | 28 000                 |                        |
| 15 august 2012         | Meci amical              | Elveția                | 2–4                    | 10 000                 |                        |

## Evenimente
Pe stadion s-au ținut concerte ale următoarelor formații și artiști:
- Mišo Kovač - 25 septembrie 1993
- Marko Perković - 15 septembrie 2002
- Iron Maiden - 10 august 2008
- Marko Perković - 30 iunie 2013
- Ultra Music Festival - 14 iulie 2013
- Roger Waters - 23 iulie 2013

## Galerie

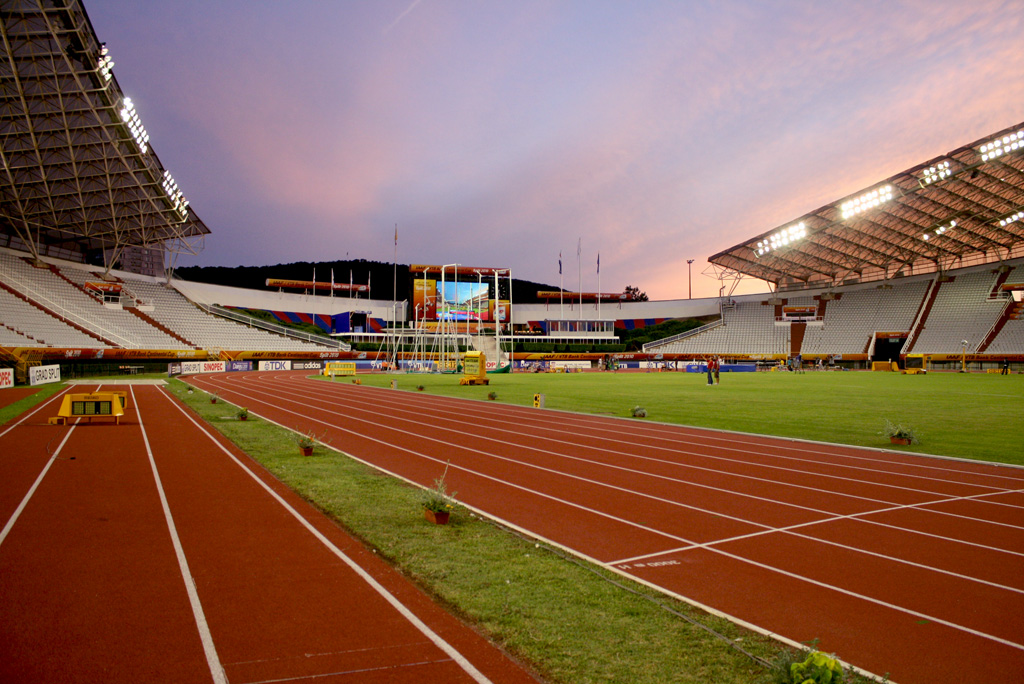
Tartan track
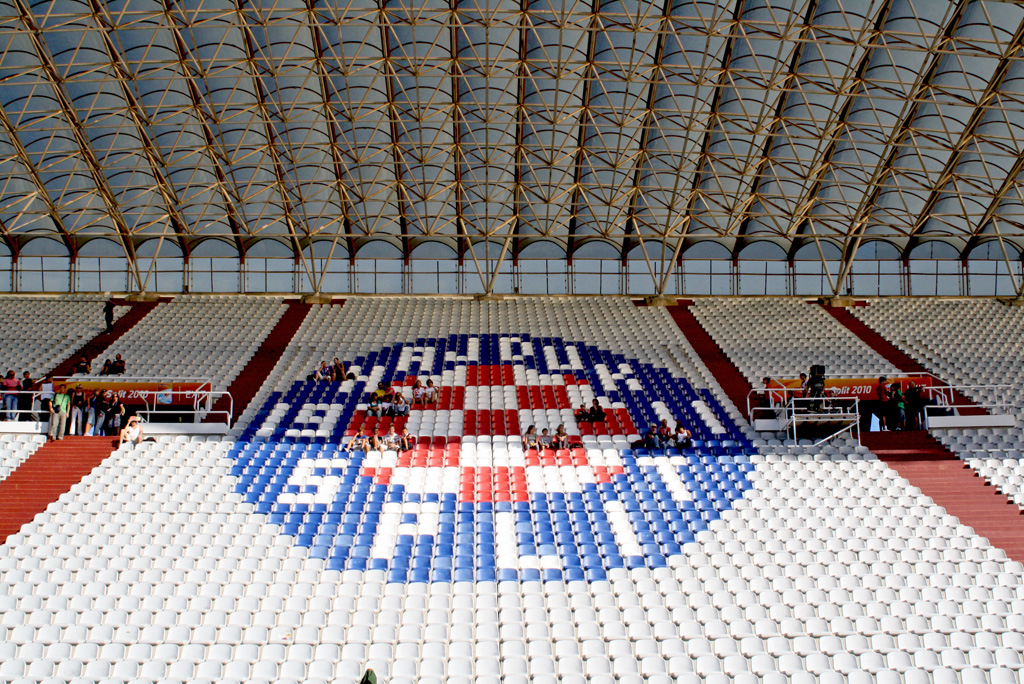
Hajduk logo on the east stand
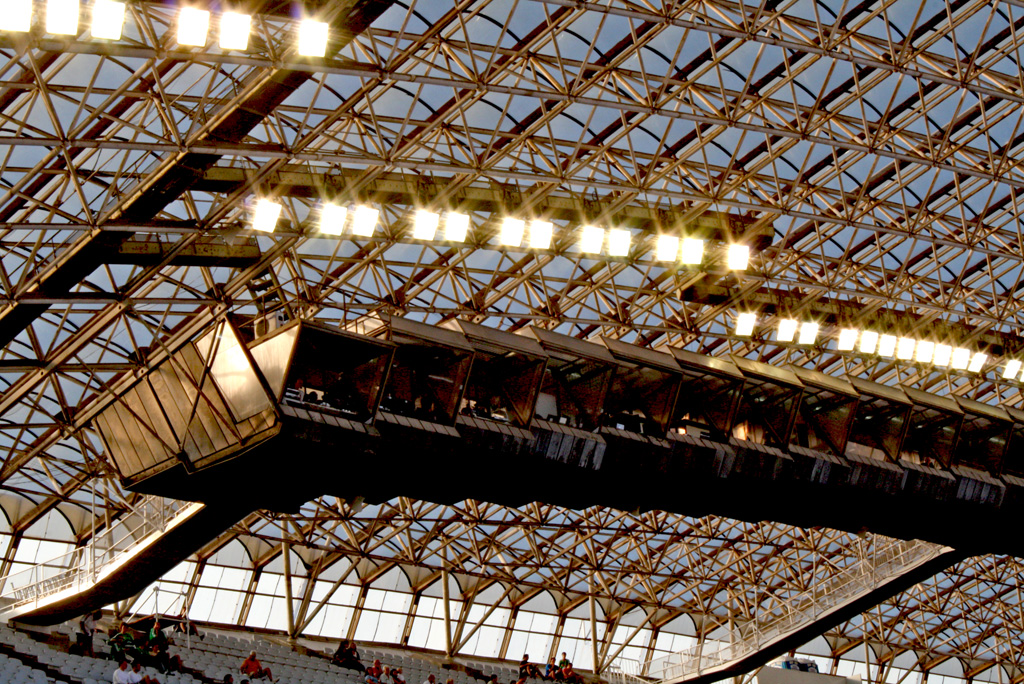
Commentary cabins
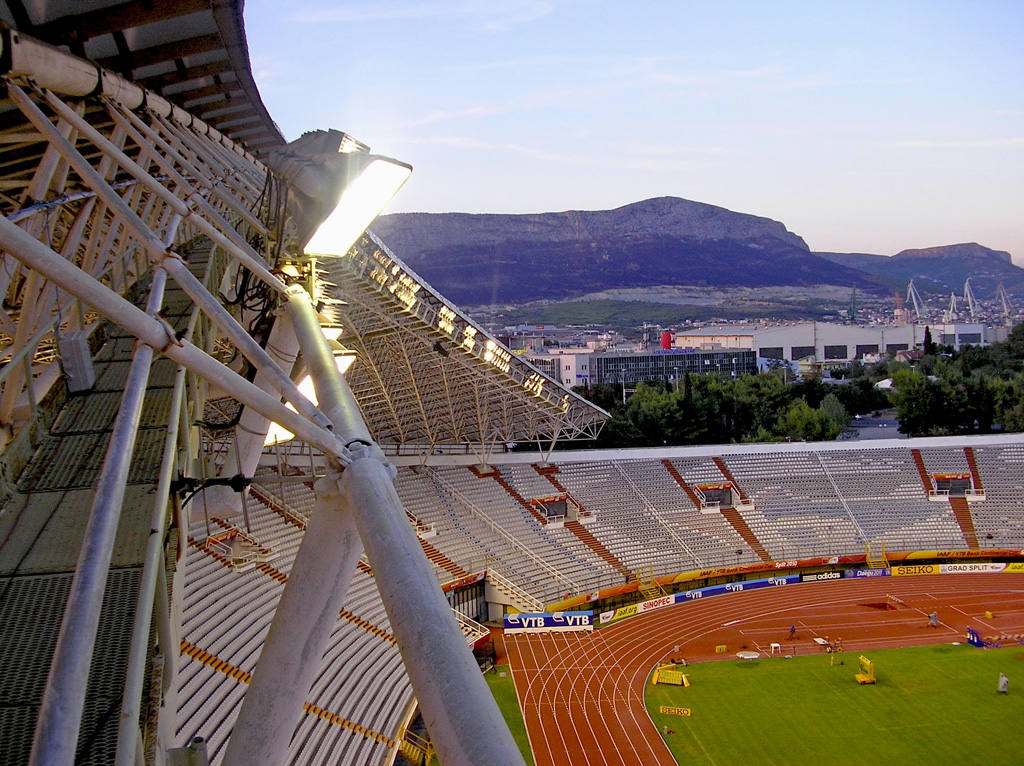
On the roof structure
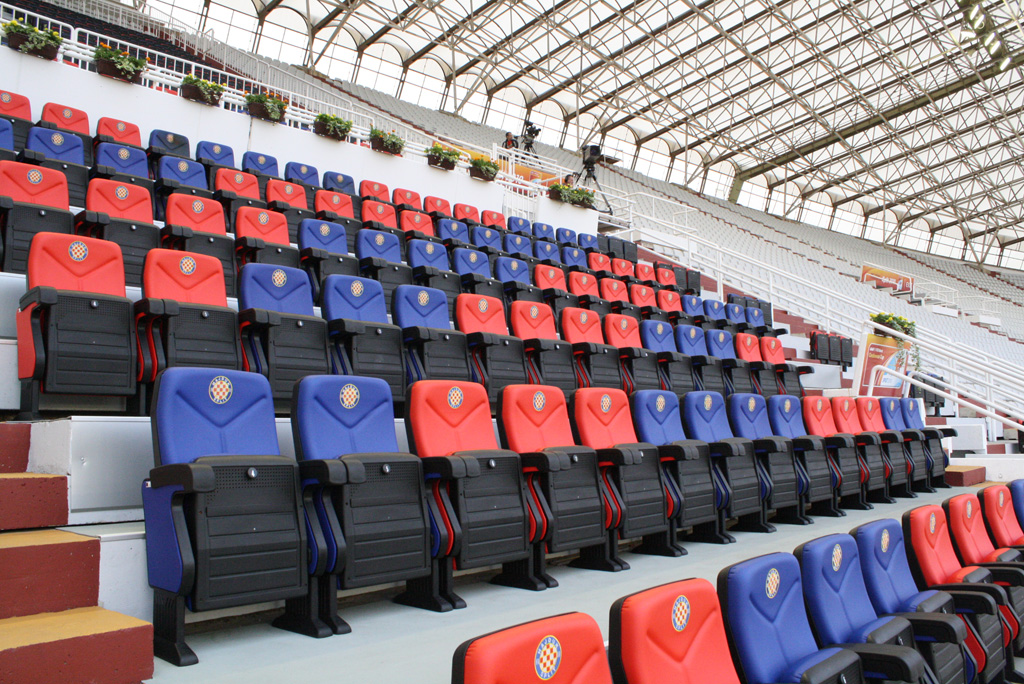
The VIP seats
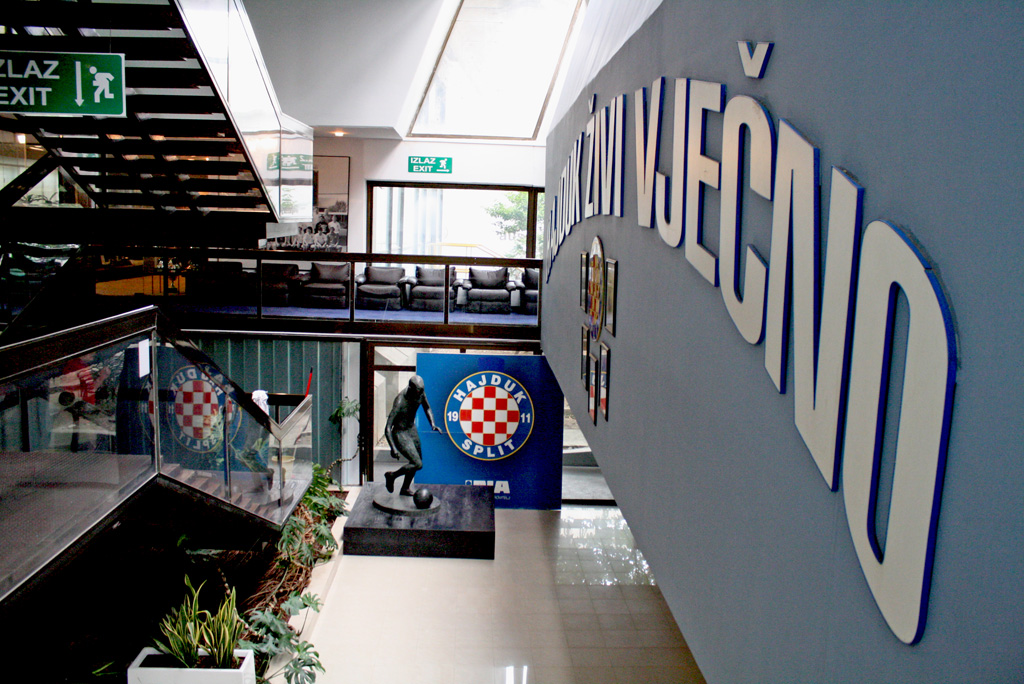
Main lobby
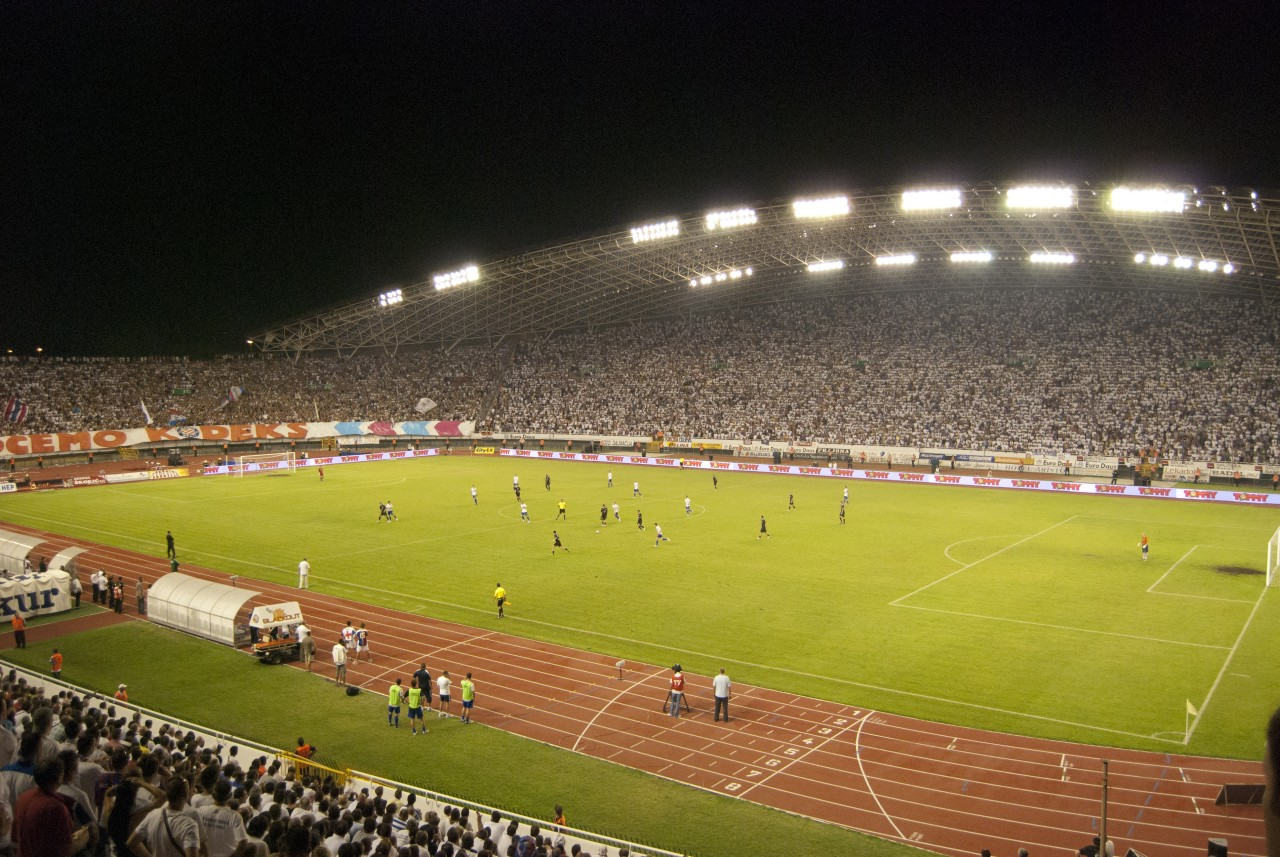
Full stands
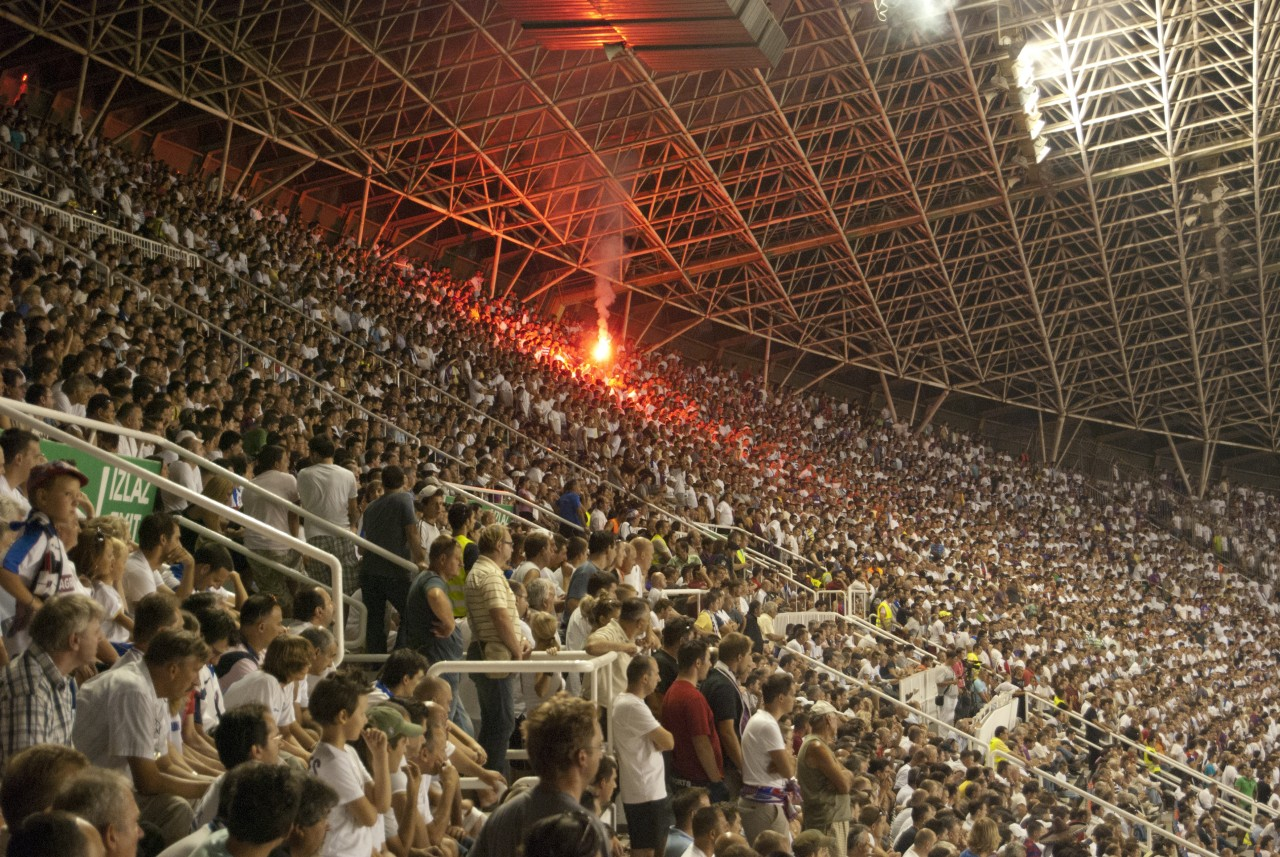
West stands
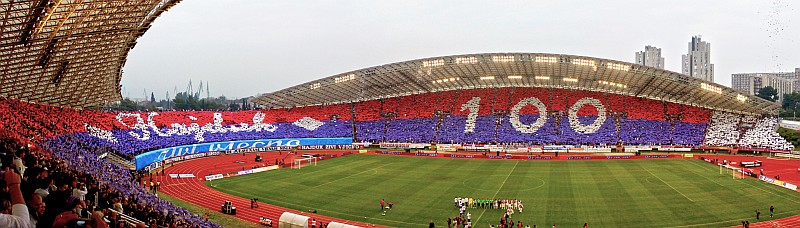
100 year celebration
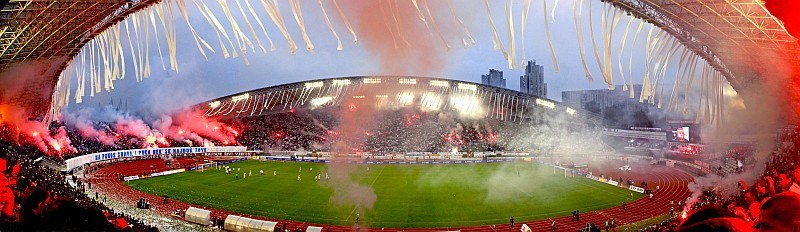
Flares
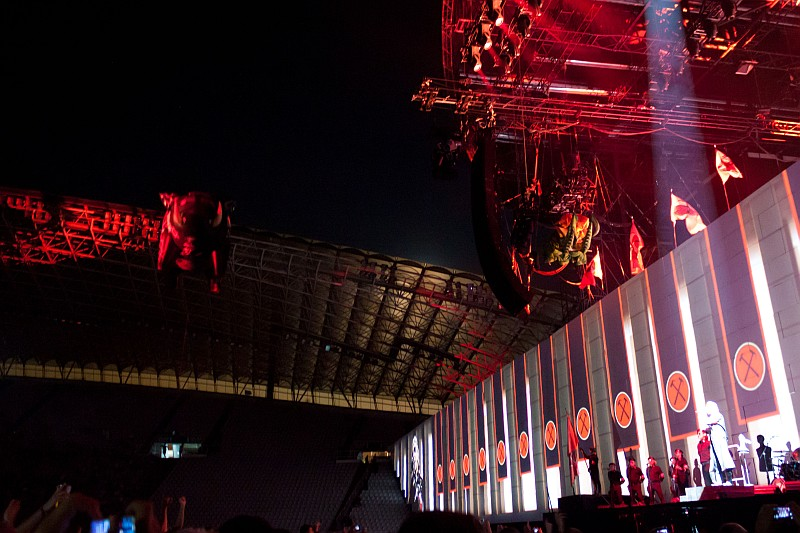
Roger Waters - The Wall concert
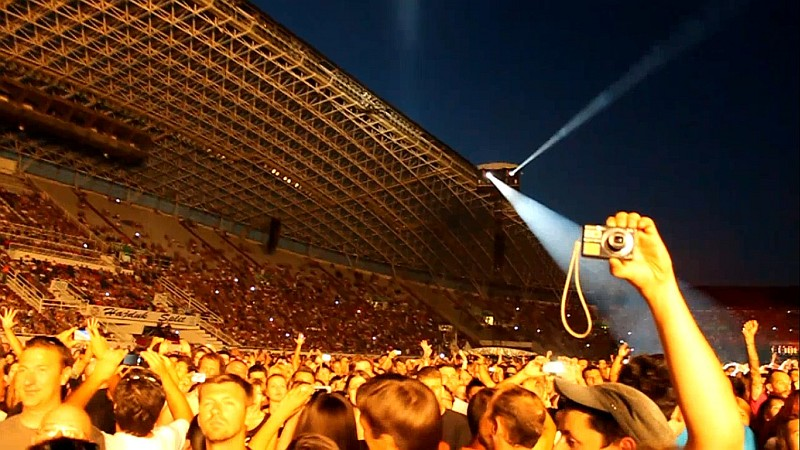
Concert crowd
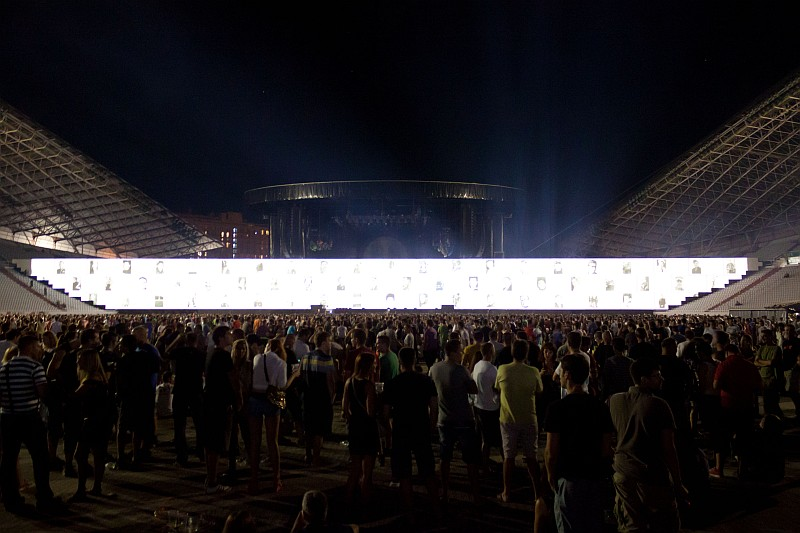
The Wall
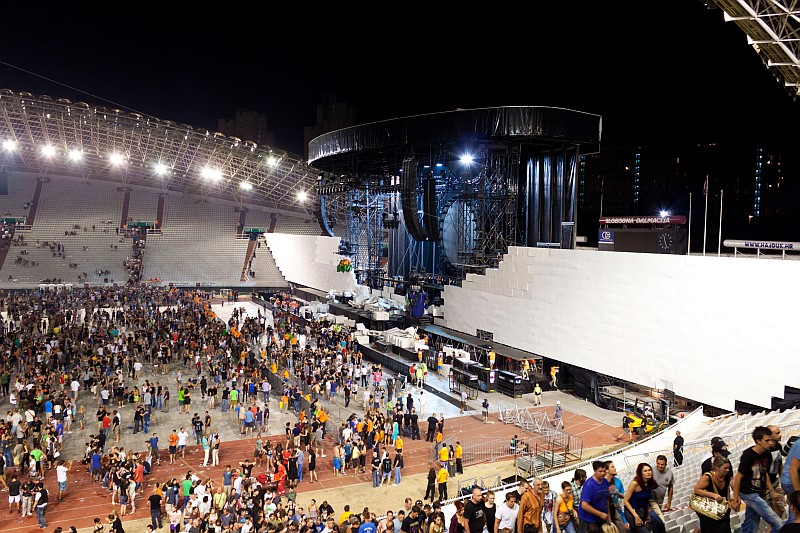
The Wall stage